# Trolejbusy w Ch’ŏngjinie
Trolejbusy w Ch’ŏngjinie – system trolejbusowy w północnokoreańskim mieście Ch’ŏngjin. Wraz z tramwajami stanowi część miejskiego transportu publicznego Ch’ŏngjina.

## Historia
System trolejbusowy oddano do użytku w październiku 1970 r. Funkcjonują trzy niezależne od siebie linie:
- Linia 1: Sabong – Haean
- Linia 2: Namch'ŏngjin – Ranam
- Linia 3: Yŏkchŏn – Ch'ŏngam

## Tabor
W Ch’ŏngjinie eksploatowane są różne modele trolejbusów marki Jipsam produkcji miejscowej fabryki Ch'ŏngjinpŏsŭgongjang. Linię 1 obsługują przede wszystkim nowe pojazdy, wyprodukowane w latach 2019-2020, zaś na dwóch pozostałych trasach kursują starsze trolejbusy. W ruchu znajduje się ok. 38 pojazdów: 28 na linii nr 1, 5 na linii nr 2 oraz 5 na linii nr 3.